# Arctia medionigra
Arctia medionigra är en fjärilsart som beskrevs av Arnold Spuler 1906. Arctia medionigra ingår i släktet Arctia och familjen björnspinnare. Inga underarter finns listade i Catalogue of Life.